# Crónica tibetana antigua

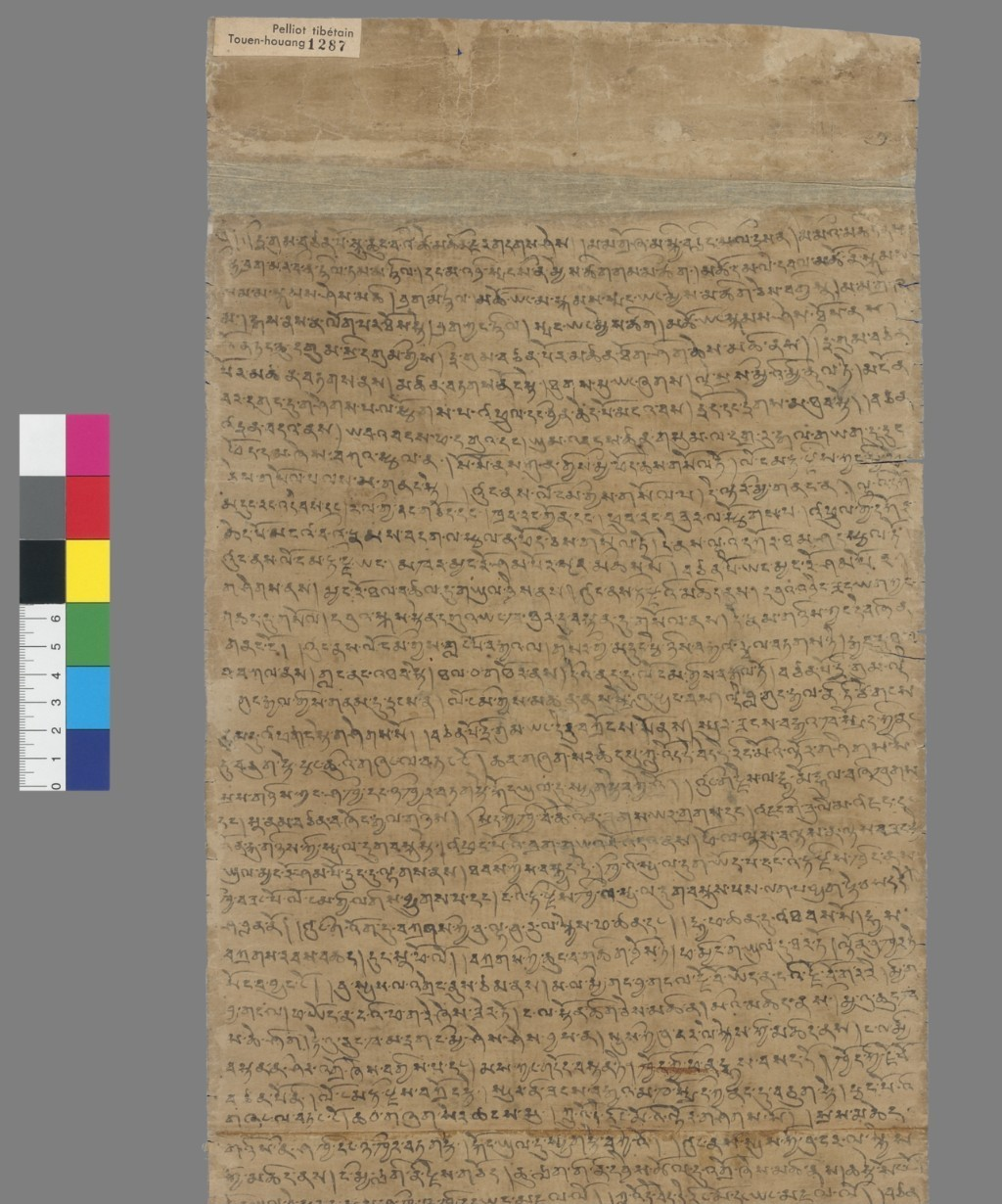
Primera página de la antigua crónica tibetana, Pelliot tibétain 1287 en la Bibliothèque nationale de France.

La crónica tibetana antigua es una crónica medieval, escrita en tibetano clásico, que narra los acontecimientos más importantes referidos al Imperio tibetano.
La crónica mezcla diversas fuentes, desde listas oficiales hasta leyendas orales y textos anteriores para establecer una narrativa que sigue el linaje de la dinastía Yarlung, monarcas del Tíbet. El último rey mencionado es Langdarma, que vivió en el siglo IX, por lo que se cree que la versión original de la crónica fue escrita durante ese periodo. La dinastía comienza con Nyatri Tsenpo, nacido directamente del cielo y enumera las victorias que hicieron agrandar el imperio. Curiosamente, el budismo tiene un papel menor hasta los últimos reyes.
El texto contiene anacronismos y varios reyes ocupan un lugar que no les corresponde por época, probablemente por confusión de las fuentes orales originales. El hecho de que uno de los tres rollos esté cortado puede indicar que hubo un desplazamiento accidental del texto, que cuando se recompuso había perdido el hilo cronológico. Igualmente, la visión de los clanes dominantes hace que se subrayen hazañas y que se magnifiquen en el tiempo, encadenando causas y efectos que no sucedieron en realidad.
La crónica fue transcrita a la Alta Edad Media y se hicieron varias copias, ya que se han conservado dos íntegros y fragmentos de una tercera, que añade y modifica ciertos episodios. Los manuscritos se encontraron en las Cuevas de Mogao, como parte de los llamados Manuscritos de Dunhuang. La Crónica, junto con los Anales Tibetanos, constituyen la primera historia existente del Tíbet.